# Egone bipunctalis
Egone bipunctalis är en fjärilsart som beskrevs av Walker 1863. Egone bipunctalis ingår i släktet Egone och familjen nattflyn. Inga underarter finns listade i Catalogue of Life.